# Skyper
Skyper è un complesso edilizio situato nel distretto di Bahnhofsviertel a Francoforte sul Meno, in Germania. Il più alto dei tre edifici è un grattacielo di 38 piani che si eleva per 154 metri di altezza.